# Htop
htop ist ein freier Prozessmanager für unixoide Systeme, welcher eine dynamische Übersicht laufender Prozesse und freier/belegter Systemressourcen bietet. Während die erste Version nur Linux unterstützte, wird ab Version 2.0 auch BSD und macOS unterstützt. htop erfüllt eine ähnliche Aufgabe wie der Unix-Befehl top, allerdings bietet er darüber hinaus eine Textoberfläche auf Basis von ncurses. Des Weiteren bietet htop einige Tastatur-Shortcuts, welche die Bedienung von htop mithilfe der Tastatur erleichtern. Sofern der Terminalemulator das unterstützt, kann htop auch mithilfe der Maus bedient werden.
Mit Version 3.0.0 wurde das ursprünglich von Hisham Muhammad entwickelte und verwaltete Software-Projekt von einem neuen Maintainer-Team übernommen.

## Aufbau
Sofern nicht individuell konfiguriert, befindet sich in der linken oberen Ecke die Anzeige der Systemressourcen, welche die Auslastung der verschiedenen Prozessorkerne, der Belegung des Arbeitsspeichers und dem genutzten Swap darstellt. In der rechten oberen Ecke werden Informationen zur aktuellen Anzahl der Tasks und Threads angezeigt. Des Weiteren wird die Laufzeit (Uptime) des Systems und die Load average angezeigt.
Darunter, im Hauptbereich, befindet sich die Übersicht laufender Prozesse, mit Angabe von PID, User, Priorität, nice-Wert, virtuellem Speicher, residentem Speicher, Shared Memory, Prozess-Status, verbrauchter CPU-Zeit in Prozent, prozentualem Speicherverbrauch, CPU-Zeit und dem ausgeführten Befehl.
| Farbe und Bedeutung | Farbe und Bedeutung | Prozessorzeit von ...                    |
| ------------------- | ------------------- | ---------------------------------------- |
|                     | low                 | Benutzerprozesse mit einer Priorität < 0 |
|                     | normal              | Benutzerprozesse mit einer Priorität ≥ 0 |
|                     | kernel              | Betriebssystem                           |
|                     | irq                 | IRQs                                     |
|                     | soft-irq            | Soft-IRQs                                |
|                     | steal und guest     | virtuelle Maschinen                      |
|                     | io-wait             | Wartezeit für Input/Output               |

| Farbe | Bedeutung                                                           |
| ----- | ------------------------------------------------------------------- |
|       | used = physical – kernel_binary – reserved – buffers – cache – free |
|       | buffers                                                             |
|       | cache                                                               |

Über die Einrichtung (F2) lässt sich htop umfangreich anpassen. Man kann verschiedene Widgets hinzufügen, verschieben oder entfernen. Jedes Widget bietet zudem verschiedene Darstellungsarten, wie etwa Text, Balken, Diagramme oder eine LED-Anzeige. Man kann verschiedene Statusinformationen einblenden, die in der Standardkonfiguration nicht sichtbar sind. Darunter beispielsweise Netzwerklast, Laufwerksauslastung oder die Gesamtlast auf allen Prozessorkernen. Auch Integrationen sind vorhanden, die z. B. den Status der Systemd-Dienste anzeigen.